# Testudo graeca zarudnyi
Sous-espèce
Synonymes
- Testudo zarudnyi Nikolsky, 1896

Testudo graeca zarudnyi est une sous-espèce de tortues de la famille des Testudinidae. En français elle peut être nommée la Tortue iranienne ou Tortue levantine du Khorasan.

## Répartition
Elle est endémique d'Iran. Elle se rencontre de Babol au sud de la mer Caspienne jusqu’au sud du pays en passant par le plateau central et le nord-est de l'Iran (Khorasan). Il est fait mention de la présence de Testudo graeca zarudnyi dans les localités suivantes : Zahedan dans le Seistan-o-Balouchestan, Khash, Arusan, Kerman pour le centre du pays, et entre Nabid et Bam, Bendun et Gurmukh pour la zone steppique. 
Sa présence est incertaine au Turkménistan ou Werner en 1938 aurait noté sa présence à Ashkhabad près de la frontière avec l’Iran. 
Il existerait deux sous-espèces pour lesquelles il manque encore des informations, l'une à l’est et une autre à l’ouest de l’Iran. 
On trouve cette tortue entre 1 000 et 2 500 m d’altitude sur les collines, les pentes rocheuses non cultivées et les plaines. Elle habite les secteurs arides inaccessibles loin des habitations et des contacts humains.

## Description
Cette tortue possède une carapace oblongue, aux bords postérieurs ou antérieurs souvent en éventail, un peu comme Testudo marginata. La carapace est brun olivâtre très foncé avec des taches sombres peu marquées. Les bords sur les côtés sont couleur corne alors qu’à l’arrière, ils sont plus jaunâtres. Elle possède deux grands tubercules coniques sur les cuisses. Les « orteils » aux pattes antérieures sont plats et adaptés pour creuser.
Sa tête possède deux yeux en forme d’amandes. Le poids moyen de cette tortue est de moins de 3 kg pour une taille moyenne de 24 cm mais qui peut aller jusqu’à 35 cm de long. Elle est, de fait, nettement plus grande que la plupart des Testudo graeca ibera d'origine turque, iranienne ou syrienne. On a pour l’instant peu de détails ostéologiques et sur le comportement reproducteur concernant cette tortue.

## Taxinomie
Certains considèrent cette tortue comme une sous-espèce de Testudo terrestris. D’autres l'élèvent au rang d'espèce à part entière en se basant sur des critères morphologiques. Seules des analyses génétiques pourraient trancher définitivement la question.

## Étymologie
Cette tortue a été nommée par Alexandre Mikhaïlovitch Nikolski en 1896 en l'honneur de Nikolai Aleksyevich Zarudny dans les annales du musée de zoologie de l'académie impériale des sciences de Saint-Pétersbourg.

## Publication originale
- Nikolski, 1896 : Diagnosis reptilium et amphibiorum novorum in Persia orientali a N. Zarudny collectorum. Annales du muséum de zoologie de l'académie impériale des sciences de Saint-Pétersbourg,  vol. 4, p. 369-372 (texte intégral).